# Union sportive Rumelange
Maillots
Actualités
L'Union sportive Rumelange est un club luxembourgeois de football basé à Rumelange.

## Historique
- 1908 : fondation du club
- 1968 : 1re participation à une Coupe d'Europe (C2, saison 1968/69)

## Bilan sportif

### Palmarès
- Coupe du Luxembourg
  - Vainqueur : 1968, 1975
  - Finaliste : 1982, 1984

### Bilan européen
Note : dans les résultats ci-dessous, le score du club est toujours donné en premier.
| Saison    | Compétition                | Tour                | Club                | Domicile | Extérieur | Total  |
| --------- | -------------------------- | ------------------- | ------------------- | -------- | --------- | ------ |
| 1968-1969 | Coupe des coupes           | Seizièmes de finale | Sliema Wanderers    | 2 - 1    | 0 - 1     | 2 - 2E |
| 1970-1971 | Coupe des villes de foires | 32es de finale      | Juventus FC         | 0 - 4    | 0 - 7     | 0 - 11 |
| 1972-1973 | Coupe UEFA                 | Premier tour        | Feyenoord Rotterdam | 0 - 12   | 0 - 9     | 0 - 21 |
| 1975-1976 | Coupe des coupes           | Seizièmes de finale | Borac Banja Luka    | 1 - 5    | 0 - 9     | 1 - 14 |

Légende
- Victoire ou qualification pour le tour suivant
- Match nul
- Défaite ou élimination de la compétition

## Personnalités du club

### Anciens joueurs
- Marc Birsens
- Manuel Cardoni

### Anciens entraîneurs[2]
- Manuel Cardoni